# Englische Cricket-Nationalmannschaft in den West Indies in der Saison 1953/54
Die Tour der englischen Cricket-Nationalmannschaft auf die West Indies in der Saison 1953/54 fand vom 15. Januar bis zum 3. April 1954 statt. Die internationale Cricket-Tour war Bestandteil der Internationalen Cricket-Saison 1953/54 und umfasste fünf Tests. Die Serie endete 2–2 unentschieden.

## Vorgeschichte
Für beide Mannschaften war es die erste Tour der Saison.
Das letzte Aufeinandertreffen der beiden Mannschaften bei einer Tour fand in der Saison 1950 in England statt.

## Stadien
Die folgenden Stadien wurden für die Tour als Austragungsort vorgesehen.
| Stadt         | Land                | Stadion               | Kapazität | Spiele       |
| ------------- | ------------------- | --------------------- | --------- | ------------ |
| Bridgetown    | Barbados            | Kensington Oval       | 11.000    | 2. Test      |
| Georgetown    | Guyana              | Bourda Cricket Ground | 25.000    | 3. Test      |
| Kingston      | Jamaika             | Sabina Park           | 20.000    | 1. & 5. Test |
| Port of Spain | Trinidad und Tobago | Queen’s Park Oval     | 25.000    | 4. Test      |

## Kaderlisten
Die Mannschaften benannten die folgenden Kader.
| Test | Test |
| West Indies | England |
| --- | --- |
| - Jeffrey Stollmeyer (K) - Denis Atkinson - Robert Christiani - Wilf Ferguson - Michael Frederick - Gerry Gomez - George Headley - John Holt - Esmond Kentish - Frank King - Clifford McWatt (wk) - Bruce Pairaudeau - Sonny Ramadhin - Garry Sobers - Alf Valentine - Clyde Walcott - Everton Weekes - Frank Worrell | - Leonard Hutton (K) - Trevor Bailey - Denis Compton - Godfrey Evans (wk) - Tom Graveney - Jim Laker - Tony Lock - Peter May - Alan Moss - Charles Palmer - Dick Spooner (wk) - Brian Statham - Fred Trueman - Johnny Wardle - Willie Watson |

## Tests

### Erster Test in Kingston
| 15. – 21. Januar Scorecard | Kingston | West Indies 417 (155.4) & 209-6d (67) | – | England 170 (89.2) & 316 (123.3) |
|                            |          | West Indies gewinnt mit 140 Runs      |   |                                  |

Die West Indies gewannen den Münzwurf und entschieden sich als Schlagmannschaft zu beginnen.

### Zweiter Test in Bridgetown
| 6. – 12. Februar Scorecard | Bridgetown | West Indies 383 (125.1) & 292-2d (96) | – | England 181 (150.5) & 313 (139.4) |
|                            |            | West Indies gewinnt mit 181 Runs      |   |                                   |

Die West Indies gewannen den Münzwurf und entschieden sich als Schlagmannschaft zu beginnen.

### Dritter Test in Georgetown
| 24. Februar – 2. März Scorecard | Georgetown | England 435 (220) & 75-1 (20.1) | – | West Indies 251 (105.5) & 256 (f/o) |
|                                 |            | England gewinnt mit 9 Wickets   |   |                                     |

England gewann den Münzwurf und entschied sich als Schlagmannschaft zu beginnen.

### Vierter Test in Port of Spain
| 17. – 23. März Scorecard | Port of Spain | West Indies 681-9d (198.4) & 212-4d (55) | – | England 537 (221.2) & 98-3 (30) |
|                          |               | Remis                                    |   |                                 |

Die West Indies gewannen den Münzwurf und entschieden sich als Schlagmannschaft zu beginnen.

### Fünfter Test in Kingston
| 30. März – 3. April Scorecard | Kingston | West Indies 139 (60.4) & 346 (170) | – | England 414 (176.5) & 72-1 (15.5) |
|                               |          | England gewinnt mit 9 Wickets      |   |                                   |

Die West Indies gewannen den Münzwurf und entschieden sich als Schlagmannschaft zu beginnen.